# Emilià Vilalta i Vidal
Emilià Vilalta i Vidal (Barcelona, 1907 – Mèxic, 25 de setembre de 1971) fou un advocat i periodista català, exiliat del franquisme. Germà d'Antoni Vilalta i Vidal i Adrià Vilalta i Vidal.

## Biografia
Llicenciat en dret a la Universitat de Barcelona el 1929. Alhora es va dedicar al periodisme, elaborant els editorials d'El Diluvio. Durant la Segona República Espanyola fou cap de negociat a la Generalitat de Catalunya i jutge a Guadix (Granada).
El 28 d'abril de 1936 fou nomenat jutge instructor en la investigació dels assassinats dels germans Josep i Miquel Badia i Capell, dirigint les seves investigacions contra el grup de Justo Bueno Pérez, responsable també de la mort del periodista Josep Maria Planes i Martí, però el 2 de juny fou apartat del cas.
Quan esclatà la guerra civil espanyola, a diferència dels seus germans, va servir com a oficial del cos jurídic militar a l'Exèrcit Popular de la República. En acabar la guerra civil espanyola es va exiliar i el 1940 arribà a Mèxic. Allí va reprendre la seva tasca periodística com a col·laborador de l'Agence France-Presse en afers econòmics i lingüístics, i director de la revista La Propiedad, del Banco de la Propiedad, on també hi col·laboraren Francisco Giner de los Ríos, Vicenç Guarner i Vivancos i Ernest Guasp García. També col·laborà a Pont Blau, va traduir del francès i fou autor d'una biografia de Manolete.

## Obres
- Pàginas en blanco (1952)
- Anuario ambos mundos (1953, amb Francisco Fe Álvarez)
- Anuario taurino (1958)